# Клемм Катерина Пилипівна
Катерина Пилипівна Клемм (Грінберг-Самуїльсон; 24 лютого (7 березня) 1884, Київ — 1942, Київ) — український радянський графік; член Асоціації художників революційної Росії.

## Біографія
Народилася 24 лютого [7 березня] 1884 року в місті Києві (нині Україна). Упродовж 1900–1904 років навчалася в Берлінській академії мистецтв у Германа Штрука; у 1904–1905 роках — у студіях Люсьєна Симона і Клаудіо Кастелучо в Парижі; у Антона Ажбе в Мюнхені.
До 1916 року мешкала в Санкт-Петербурзі/Петрограді, потім у Москві, де протягом 1916–1924 років викладала на перших курсах образотворчого мистецтва. У 1929–1934 роках перебувала в засланні у Ашгабаті. З 1934 року жила в Києві. До 1939 року працювала викладачем Київського художнього інституту. Загинула в Києві у 1942 році під час німецької окупації міста в роки німецько-радянської війни.

## Творчість
У техніці офорта створювала портрети, індустріальні пейзажі, екслібриси. Серед робіт:
- «Голова старого» (1912, офорт);
- «Єврей, що молиться» (1914, офорт);
- «Скляне виробництво» (1920-ті, офорт);
- «Дмитро Менделєєв» (1922);
- «Михайло Калінін» (1925, суха голка);
- «Климент Тимірязєв» (1925, офорт);
- «Карл Лібкнехт вимовляє промову» (1925, суха голка);
- «Фридрих Енгельс» (1926);
- «Володимир Ленін» (1928, суха голка; варіант — картон, Центральний музей Володимира Леніна);
- «Максим Горький» (1928, офорт);
- «Страта Ніколи Сакко» (кінець 1920-х, офорт);
- «Микола Щорс» (1930-ті, офорт);
- «Кривий Ріг. Металургійний комбінат» (1937, кольоровий офорт, акватинта);
- «Завод “Ленкузня”. Котельний цех» (1937);
- «Старе місто» (1937).

Брала участь у мистецьких виставках з 1913 року. У 1910-х роках її роботи експонувалися в Празі й Берліні.
Окремі роботи зберігаються в Державному музеї образотворчих мистецтв імені Олександра Пушкіна, Літературному музеї Максима Горького та Державному центральному музеї сучасної історії Росії в Москві, Удмуртському музеї образотворчого мистецтва, Одеському художньому музеї, Віденському музеї «Альбертина».